# 697
697 (DCXCVII, na numeração romana) foi um ano comum do século VII, do Calendário Juliano, da Era de Cristo, teve início numa segunda-feira e terminou também numa segunda-feira, e a sua letra dominical foi G.
| Ano completo                         |
| ------------------------------------ |
| Ano comum com início à segunda-feira |